# Рвеница (Вышневолоцкий район)
Рвеница — деревня в Вышневолоцком районе Тверской области. Относится к Зеленогорскому сельскому поселению.

## География
Расположена на левом берегу реки Рвянка при впадении её в Вышневолоцкое водохранилище. На автомобиле до центра Вышнего Волочка 15 километров, до Зеленогорского 7 километров. Рядом с деревней расположено несколько садоводческих товариществ: Лира, Синтез-1, Сосенка-2 и Рябинка. На другом берегу Рвянки находится Шитовская охотничье-рыболовная база.

## История
По описанию 1859 года - казённая деревня при реке Рвенице, насчитывала 18 дворов, в которых проживало 117 жителей (56 мужского пола и 61 женского).

## Население
| 2008 | 2010 |
| ---- | ---- |
| 3    | ↗7   |